# Маарітса
Маарітса (ест. Maaritsa), колишня назва Вастсе-Реола (ест. Vastse-Reola) — село в Естонії, входить до складу волості Валґ'ярве, повіту Пилвамаа.